# Coenonympha brunnea
Coenonympha brunnea är en fjärilsart som beskrevs av Foltin 1942. Coenonympha brunnea ingår i släktet Coenonympha och familjen praktfjärilar. Inga underarter finns listade i Catalogue of Life.